# Phanerotoma trivittatoides
Phanerotoma trivittatoides är en stekelart som beskrevs av Herbert Zettel 1989. Phanerotoma trivittatoides ingår i släktet Phanerotoma och familjen bracksteklar. Inga underarter finns listade i Catalogue of Life.